# Milików (kraj morawsko-śląski)
Milików (cz. Milíkovⓘ, niem. Milikau) – wieś gminna i gmina na Śląsku Cieszyńskim w Czechach, w kraju morawsko-śląskim (powiat Frydek-Mistek).

## Położenie
Centralna część wsi jest położona ok. 3 km na zachód od Jabłonkowa. Jej poszczególne części ciągną się wzdłuż potoku Milików i jego drobnych dopływów od doliny Olzy na zachodzie po stoki Kozubowej na zachodzie, przy czym najwyżej położone przysiółki dochodzą na zboczach tej góry do wysokości 700–850 m n.p.m.

## Historia
Wzmiankowana po raz pierwszy w 1525 roku. Była wsią zarębną - jej pierwsi mieszkańcy musieli sami wykarczować sobie tereny pod pastwiska i uprawy w lasach u podnóży Kozubowej.
Według austriackiego spisu ludności z 1910 roku Milików miał 771 mieszkańców, z czego 776 było zameldowanych na stałe i posługiwało się językiem polskim, a w podziale wyznaniowym 292 (37,9%) było katolikami a 479 (62,1%) ewangelikami.
W latach II wojny światowej w wysoko położonych przysiółkach Na Liszczy i Pod Kozubową stacjonował często radziecki oddział partyzancki kpy. A. Griniewskiego ps. „Nadieżnyj”.
Według spisu z 1991 r. 47,9 % ludności Milikowa podało narodowośc polską. W latach 1980–1990 wieś była częścią gminy Bystrzyca.
Miejsce urodzenia księdza, działacza społecznego Antoniego Macoszka (1861–1911).

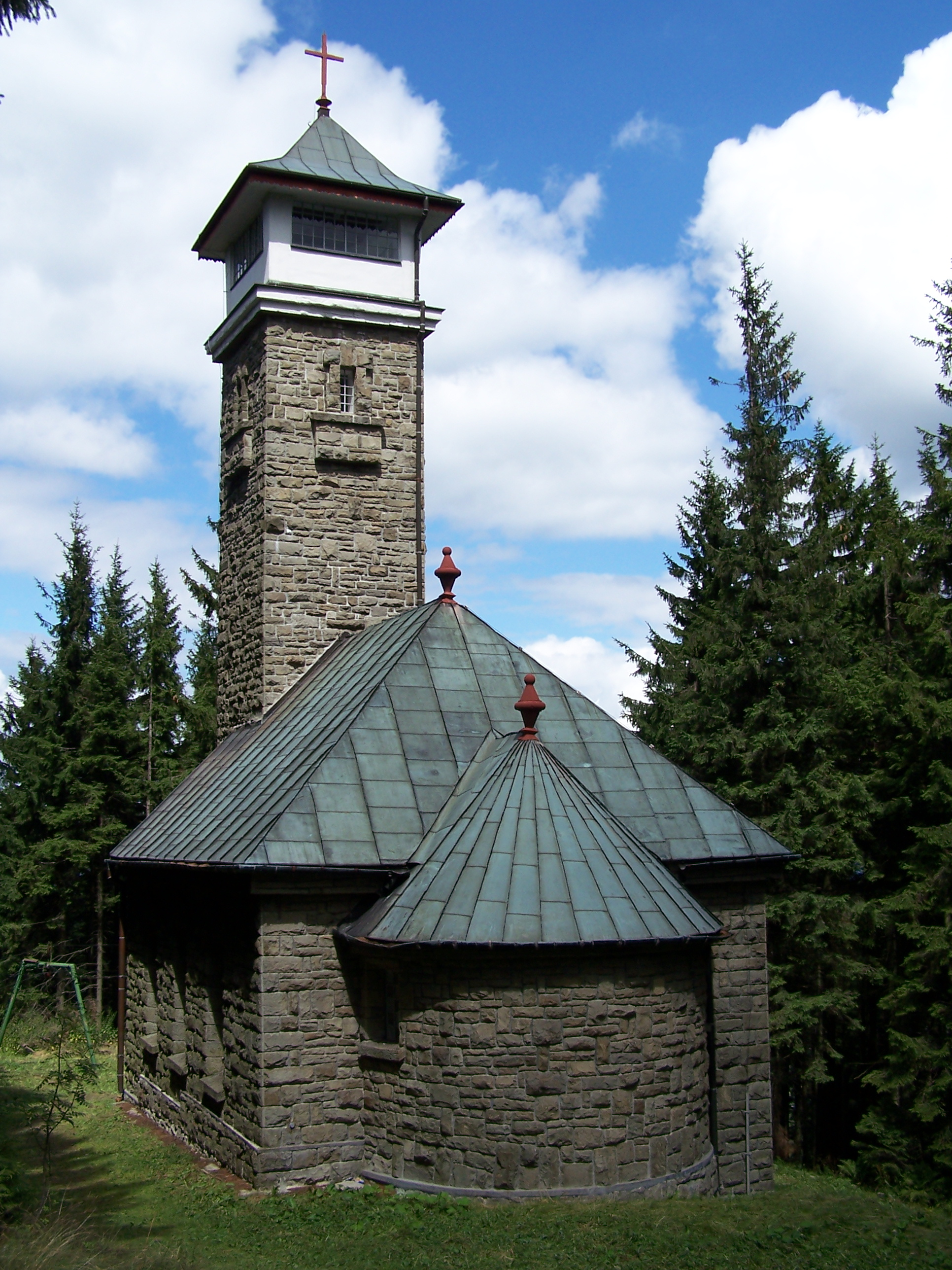
Kaplica św. Anny na Kozubowej
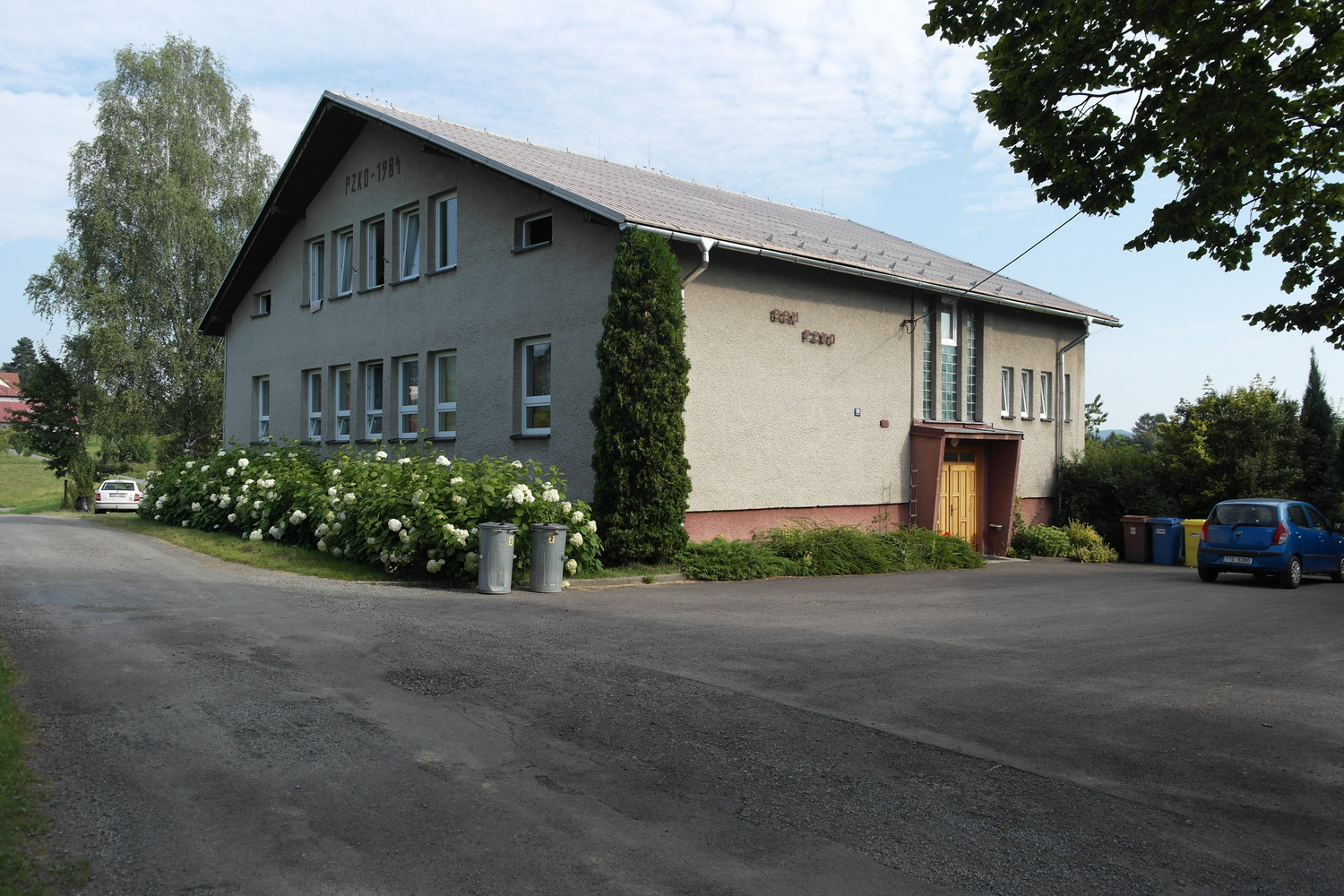
Dom PZKO
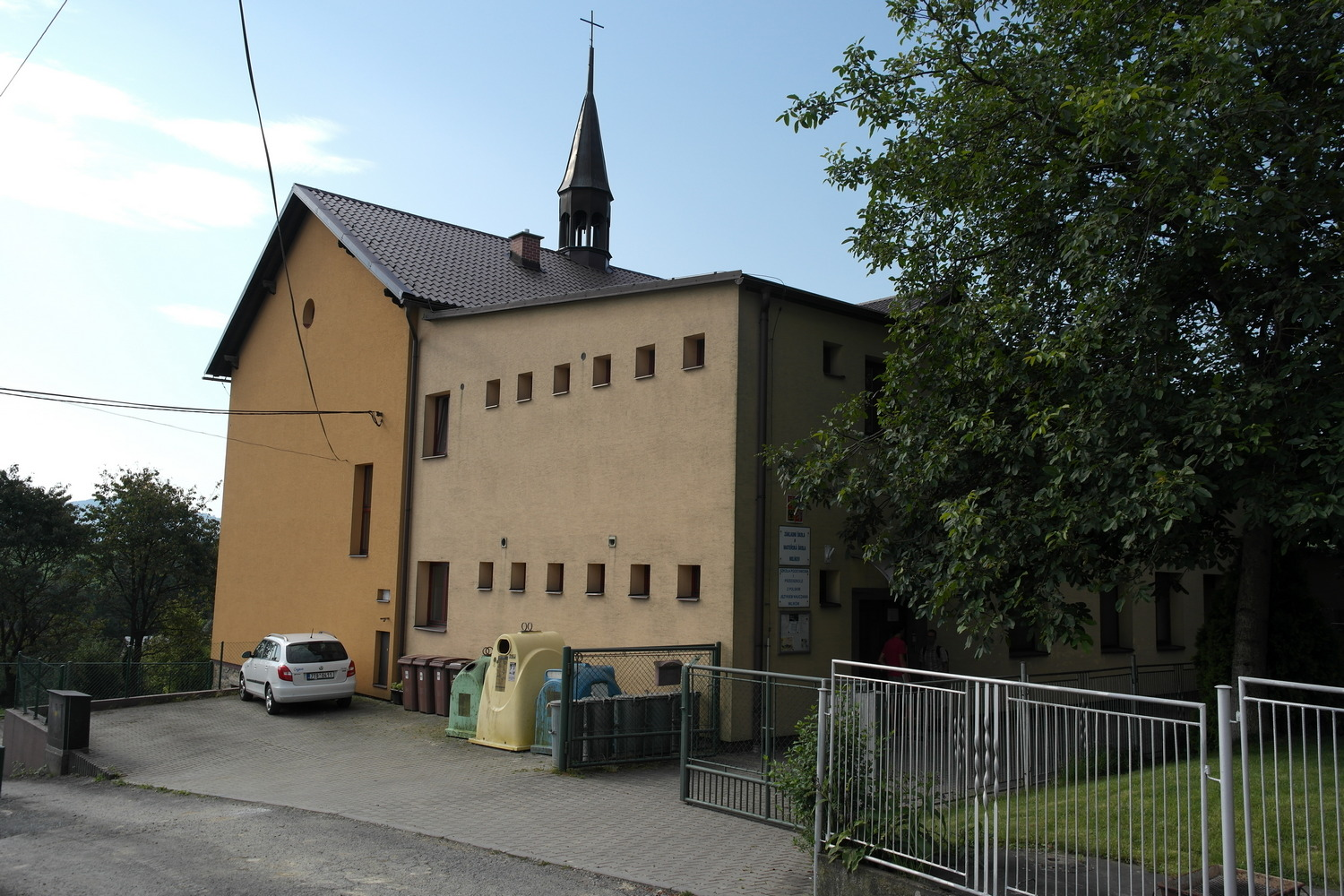
Polska szkoła